# Silkeborg Sogn
Silkeborg Sogn er et sogn i Silkeborg Provsti (Århus Stift).
Silkeborg Handelsplads blev oprettet i 1846. Her blev Silkeborg Sogn oprettet i 1855 med Linå Sogn som anneks. I 1900 blev Silkeborg  købstad, og sognet blev et selvstændigt pastorat. Købstaden hørte geografisk til Gjern Herred i Skanderborg Amt, og dens landdistrikt hørte administrativt til herredet. Ved kommunalreformen i 1970 blev Silkeborg købstad kernen i Silkeborg Kommune.
I Silkeborg Sogn ligger Silkeborg Kirke fra 1877.
I sognet findes følgende autoriserede stednavne:
- Hesselhøj (bebyggelse)
- Lysbro (bebyggelse)
- Lysbro Skov (areal)
- Nordskoven (areal, bebyggelse)
- Silkeborg (købstad, stationsby, tidligere handelsplads)